# El Páramo
El Páramo ist eine rund 16 Kilometer lange Nehrung (Halbinsel) im argentinischen Teil Feuerlands. Sie liegt auf der Isla Grande an der Bucht San Sebastián. An ihrer Spitze befindet sich seit 1924 ein 17,5 m hoher Leuchtturm.
El Páramos goldhaltiges Sandvorkommen wurde in den Jahren 1886 bis 1893 von Julio Popper ausgebeutet. Seine Niederlassung wurde 1999 von der argentinischen Regierung zu einer Nationalen Historischen Stätte (Lugar Histórico Nacional) erklärt.